# Caso das três onças-pintadas
O Caso das três onças foi um caso de repercussão nacional envolvendo o abate de forma cruel de três onças-pintadas (Panthera onca) na região do município de Cáceres, estado do Mato Grosso.

## O caso
Uma onça adulta e dois filhotes foram abatidos, sendo apontados como mãe e filhos. Pelo menos um dos filhotes e a suposta mãe foram decapitados, enquanto o segundo, ainda vivo, estava aprisionando pelas patas, sofrendo abuso e estresse. A situação foi filmada e o vídeo acabou "viralizando"  a partir do dia 27 de Março, causando grande revolta. Entidades de defesa dos animais passaram a cobrar uma medida enérgica contra os envolvidos no crime.
A repercussão levou a ministra do meio-ambiente Marina Silva a pedir investigação do crime pelo Ministério da Justiça. Em 2 de Abril, o suspeito João de Deus da Silva foi preso pelo Grupo Especial de Fronteira, no município de Cáceres. Na ocasião, João de Deus teria confessado que havia sido contratado por um fazendeiro para abater onças, e receberia até R$5 mil por animal abatido. Poucos dias depois um juiz da comarca de Cáceres concedeu liberdade provisória ao criminoso porque sua apreensão teria sido por maus tratos contra os cães que o acompanhavam na caça. Atualmente o caso segue em segredo de justiça.
O caso levantou a discussão sobre a legislação brasileira para crimes contra animais selvagens, principalmente os que envolvem os grandes felinos.
Segundo o parágrafo 1° da Lei 5197 de 1967, todos os animais silvestres que constituem a fauna brasileira, independente do período de desenvolvimento do animal, bem como seus ninhos, criadouros naturais e abrigos, são pertencentes a União, sendo proibida a sua utilização, perseguição, destruição, caça ou apanha. A permissão para a caça será estabelecida em ato regulamentador do Poder Público Federal, se peculiaridades regionais (superpopulação, espécies invasoras) assim permitirem. 